# Plastophorides setulicinctus
Plastophorides setulicinctus är en tvåvingeart som beskrevs av Rudolf Beyer 1959. Plastophorides setulicinctus ingår i släktet Plastophorides och familjen puckelflugor.
Artens utbredningsområde är Angola. Inga underarter finns listade i Catalogue of Life.